# Памятник Токареву (Евпатория)
Памятник Токареву установлен в центре Театральной площади в Евпатории в честь выдающегося Героя Советского Союза генерал-майора авиации Николая Александровича Токарева.

## История
После освобождения Крыма от немецко-фашистских захватчиков останки Н. А. Токарева были погребены в городском парке города Евпатории, а в середине 1950-х годов, когда вышло постановление Совета Министров СССР о сооружении памятника прославленному морскому лётчику, 23 февраля 1957 года памятник был открыт на Театральной площади Евпатории. Одновременно, прах Н. А. Токарева был перенесен из могилы в городском парке на старорусское кладбище на Эскадронной улице.
Изготовлен на ленинградском заводе «Монумент-скульптура» по проекту скульптора В. Цигаля и архитектора В. Калинина. На шестиметровом постаменте из чёрного лабрадорита — бронзовая фигура лётчика. Над эмблемой советских ВВС изображены орден Ленина и медаль «Золотая Звезда». Выгравирована надпись: Герой Советского Союза гвардии генерал-майор авиации Токарев Николай Александрович. Героически погиб в борьбе с немецко-фашистскими захватчиками. 1907—1944.
Скульптура обращена лицом к площади. За спиной у неё начинается бульвар проспекта Ленина.